# Taranto Football Club 1927
Maillots
Le Taranto Football Club 1927, était un club italien de football. Il était basé à Tarente.
Bien qu'un club de football ait été fondé à Tarente dès 1906, ce n'est qu'en 1927 qu'est fondée l'AS Tarente, par fusion de l'Audace FC et de l'US Pro Italia.
C’est une des rares sociétés du football italien dans laquelle certains de ses actionnaires étaient également les supporteurs grâce aux supporters Trust APS Fondazione Taras .